# ويليام هيمفيل
ويليام هيمفيل هو سياسي أمريكي، ولد في 5 مايو 1842، وتوفي في 17 أغسطس 1902.